# Ransbytjärnen (Stora Kils socken, Värmland)
Ransbytjärnen är en sjö i Kils kommun i Värmland och ingår i Göta älvs huvudavrinningsområde.